# Doanh nghiệp liên doanh
Doanh nghiệp liên doanh là thực thể kinh doanh được tạo ra bởi hai hoặc nhiều bên, thường có đặc điểm là quyền sở hữu chung, lợi nhuận chung, rủi ro chung và quản trị chung. Các công ti thường theo đuổi liên doanh vì một trong bốn lí do sau: để tiếp cận thị trường mới, đặc biệt là thị trường mới nổi; để đạt được hiệu quả về quy mô bằng cách kết hợp tài sản và hoạt động; để chia sẻ rủi ro cho các khoản đầu tư hoặc dự án lớn; hoặc để tiếp cận các kĩ năng và năng lực.
Tại Việt Nam, doanh nghiệp liên doanh do hai bên hoặc nhiều bên hợp tác thành lập tại Việt Nam trên cơ sở hợp đồng liên doanh hoặc hiệp định ký giữa Chính phủ nước Cộng hoà xã hội chủ nghĩa Việt Nam và Chính phủ hoặc là doanh nghiệp do doanh nghiệp có vốn đầu tư hợp tác với doanh nghiệp Việt Nam hoặc do doanh nghiệp liên doanh hợp tác với nhà đầu tư nước ngoài trên cơ sở hợp đồng liên doanh. Doanh nghiệp liên doanh được thành lập theo hình thức công ty trách nhiệm hữu hạn. Mỗi bên liên doanh chịu trách nhiệm trong phạm vi phần vốn cam kết góp vào vốn pháp định của doanh nghiệp. Doanh nghiệp liên doanh có tư cách pháp nhân theo pháp luật Việt Nam, được thành lập và hoạt động kể từ ngày được cấp Giấy phép đầu tư.

## Vốn pháp định
Vốn pháp định của doanh nghiệp liên doanh ít nhất phải bằng 30% vốn đầu tư. Đối với các dự án xây dựng công trình kết cấu hạ tầng, dự án đầu tư vào địa bàn khuyến khích đầu tư, dự án trồng rừng, dự án quy có quy mô lớn, tỷ lệ này có thể thấp hơn, nhưng không dưới 20% vốn đầu tư và phải được cơ quan cấp giấy phép đầu tư chấp thuận. Tỷ lệ góp vốn của bên hoặc các bên liên doanh nước ngoài do các bên liên doanh thoả thuận, nhưng không được thấp hơn 30% vốn pháp định của doanh nghiệp liên doanh. Căn cứ vào lĩnh vực kinh doanh, công nghệ, thị trường, hiệu quả kinh doanh và các lợi ích kinh tế - xã hội khác của dự án, Cơ quan cấp giấy phép đầu tư có thể xem xét cho phép bên liên doanh nước ngoài có tỷ lệ góp vốn thấp hơn, nhưng không dưới 20% vốn pháp định. 
Đặc điểm nổi bật của doanh nghiệp liên doanh là có sự phối hợp cùng góp vốn đầu tư sản xuất kinh doanh của các nhà đầu tư nước ngoài và các nhà đầu tư Việt Nam. Tỷ lệ góp vốn của mỗi bên sẽ quyết định tới mức độ tham gia quản lý doanh nghiệp, tỷ lệ lợi nhuận được hưởng cũng như rủi ro mỗi bên tham gia liên doanh phải gánh chịu. 

## Đặc điểm

### Ưu điểm
Doanh nghiệp liên doanh là hình thức doanh nghiệp thực sự đem lại nhiều lợi thế cho cả nhà đầu tư Việt Nam và nhà đầu tư nước ngoài. Đối với các nhà đầu tư Việt Nam, khi tham gia doanh nghiệp liên doanh, ngoài việc tượng phân chia lợi nhuận theo tỷ lệ vốn góp, nhà đầu tư Việt Nam còn có điều kiện tiếp cận với công nghệ hiện đại, phong cách và trình độ quản lý kinh tế tiên tiến. Đối với bên nước ngoài, lợi thế được hưởng là được đảm bảo khả năng thành công cao hơn do môi trường kinh doanh, pháp lý hoàn toàn xa lạ, nếu không có bên Việt Nam thì sẽ gặp nhiều khó khăn.

### Nhược điểm
Tuy nhiên, hình thức doanh nghiệp liên doanh cũng có sự bất lợi là có sự ràng buộc chặt chẽ trong một pháp nhân chung giữa các bên hoàn toàn khác nhau không chỉ về ngôn ngữ mà còn về truyền thống, phong tục, tập quán, phong cách kinh doanh, do vậy có thể phát sinh những mâu thuẫn không dễ gì giải quyết.